# Bankowość elektroniczna
Bankowość elektroniczna (ang. e-banking) – forma usług oferowanych przez banki, polegająca na umożliwieniu dostępu do rachunku za pomocą urządzenia elektronicznego: komputera, bankomatu, terminalu POS, telefonu (zwłaszcza telefonu komórkowego) i linii telekomunikacyjnych, w tym Internetu.
Usługi bankowości elektronicznej są także określane jako telebanking (bankowość zdalna).
Zależnie od wykorzystanych rozwiązań umożliwia wykonywanie operacji pasywnych (np. sprawdzanie salda i historii rachunku) oraz aktywnych (np. dokonanie polecenia przelewu, założenie lokaty terminowej). Bankowość elektroniczna jest kluczowym elementem bankowości transakcyjnej.

## Historia
Pierwszy bankomat uruchomiono w 1964 r. w Stanach Zjednoczonych, w Europie – w Wielkiej Brytanii w 1967 r., rok później we Francji, Szwajcarii i Szwecji. Na przełomie lat 60. i 70. pojawiły się one w Japonii. W roku 1984 w Finlandii po raz pierwszy wprowadzono do użytku system home banking umożliwiający kontakt z bankiem przy pomocy komputera. W 1995 r. Security First Network Bank w USA umożliwił świadczenie usług bankowych poprzez Internet, zaś transakcje internetowe w Europie były po raz pierwszy świadczone w 1996 r. przez banki fińskie i szwedzkie.

### W Polsce
W Polsce pierwszą formą bankowości elektronicznej były bankomaty, które zainstalował Bank Pekao S.A. w 1990 roku Karty płatnicze dopuszczono do użycia w 1993 r. za sprawą zarządzenia prezesa NBP (z 11 grudnia 1992 r.). W tym samym roku pierwszy polski bank zaoferował klientom korzystanie z home bankingu: był to Bank Rozwoju Eksportu, którego system BRESOK (w unowocześnionej formie) funkcjonuje do dziś. Świadczenie usług przez Internet jako pierwszy zaoferował w październiku 1998 r. Powszechny Bank Gospodarczy S.A. w Łodzi Rok później elektroniczny oddział tego banku w wyniku fuzji został włączony do banku Pekao S.A. W 2000 roku uruchomiony został pierwszy bank wirtualny w Polsce – mBank (będący wówczas częścią BRE Banku). W 2001 roku dołączyły do niego dwa kolejne banki – założony w kwietniu 2001 roku Volkswagen Bank Direct, oraz Inteligo Financial Services będące od 1 listopada 2002 roku własnością PKO BP.
Coraz więcej Polaków korzysta z bankowości internetowej. 16,8 mln (dane ZBP za II kw. 2011 r.) klientów indywidualnych ma podpisaną umowę umożliwiającą korzystanie z bankowości internetowej chociaż aktywnych użytkowników jest mniej – ok. 10 mln. W skali europejskiej Polska zajmuje 20. miejsce pod względem liczby osób korzystających z bankowości online (25% klientów korzysta z bankowości internetowej).

## Formy bankowości elektronicznej

### Home banking
Rozwiązanie to umożliwia obsługę rachunków bankowych bez konieczności wychodzenia z domu. Obsługa rachunku bankowego odbywa się przy użyciu publicznej sieci telefonicznej, telefonii komórkowej lub innego łącza dostępowego oraz komputera wyposażonego w odpowiednie oprogramowanie.
Bezpieczeństwo systemu zapewniają m.in. generowane hasła, a transmitowane dane są kodowane. Wadą home bankingu jest to, że dostęp do konta jest możliwy tylko z komputera, na którym jest zainstalowany program.

### Bankowość internetowa
Bankowość internetowa to komunikacja z bankiem za pośrednictwem Internetu. Witryna internetowa banku umożliwia klientom dokonywanie on-line różnorodnych operacji na ich rachunkach. Klient banku internetowego powinien mieć dostęp do komputera z zainstalowaną przeglądarką stron WWW podłączonego do sieci Internet.
Kluczową ideą bankowości internetowej jest przede wszystkim wirtualna obsługa klienta, tj. włączenie klienta jako fizycznego użytkownika do skomputeryzowanego systemu bankowego. Istotą jej jest zaś możliwość korzystania z usług bankowych niezależnie od czasu i miejsca.

### Bankowość telefoniczna i mobilna
Usługi bankowe dostępne za pośrednictwem telefonu nazywamy bankowością telefoniczną lub phone bankingiem. Te dostępne dzięki urządzeniom przenośnym, głównie telefonom komórkowym, określamy jako bankowość mobilną lub mobile banking.
Operacje bankowe przez telefon mogą być realizowane na kilka sposobów: poprzez kontakt z operatorem (call center) lub automatyczny serwis telefoniczny IVR oraz przy użyciu telefonu komórkowego za pomocą SMS lub technologii WAP.
Operacje wykonywane za pomocą bankowości telefonicznej możemy podzielić na pasywne i aktywne. Pasywne to takie, gdzie klient odbiera jedynie informacje dotyczące rachunku. Najprostszą i najczęściej wykonywaną operacją pasywną jest sprawdzenie salda rachunku. Inne, dostępne w większości serwisów telefonicznych, usługi to sprawdzanie historii rachunku bądź uzyskiwanie informacji o aktualnych stopach oprocentowania lub kursach walut. Usługi aktywne bankowości telefonicznej to takie, które powodują zmianę salda i historii rachunku. Do typowych operacji aktywnych zaliczyć możemy przelewy oraz dyspozycje dotyczące lokat terminowych, a także przelew na numer telefonu (bez znajomości numeru konta odbiorcy), wystawianie czeków i wypłata gotówki z bankomatu bez użycia karty płatniczej.

#### WAP
Jest to usługa, która umożliwia dostęp do rachunku bankowego poprzez telefon komórkowy. Jest odmianą bankowości internetowej, która pozwala na korzystanie z usług bankowych za pośrednictwem telefonu bezprzewodowego. Protokół WAP zaimplementowany w telefonie komórkowym predysponuje to urządzenie do mobilnego nawiązania sesji ze stroną internetową banku. W ten prosty sposób użytkownik ma możliwość sprawowania stałej kontroli nad rachunkiem i zdalnego zarządzania własnymi finansami.
W ramach usługi WAP możliwe są następujące operacje bankowe:
- dostęp do informacji o saldzie rachunku
- uzyskanie informacji o obrotach na rachunku
- weryfikacja listy odbiorców dla przelewów
- wgląd do historii operacji
- wykonanie przelewu na obce rachunki
- definiowanie zlecenia stałego
- sporządzenie listy rachunków, na które ma być zrealizowany przelew
- dokonanie przelewu z przyszłą datą realizacji
- anulowanie przelewu
- realizacja przelewu na rachunki ZUS
- zakładanie i zrywanie lokat terminowych
- zmiana hasła dostępu

### Teletekst
Istniała możliwość sprawdzenia stanu konta przez teletekst.

### E-mail banking
Istnieją dwa rodzaje tej usługi.
Pierwsza z nich ma bierny charakter. Klient posiada na serwerze bankowym skrzynkę poczty elektronicznej. Na koniec każdego dnia bank wysyła na tę skrzynkę informację o dokonanych tego dnia transakcjach i aktualnym stanie konta, chyba że danego dnia nie została wykonana żadna operacja.
Drugą oferowaną formą email bankingu (aktywną), jest usługa E-mail Money, choć faktycznie jest ona odmianą WWW lub WAP bankingu. Umożliwia dokonywanie przelewów. Aby skorzystać z tej usługi nie trzeba znać numeru rachunku odbiorcy, wystarczy adres jego poczty elektronicznej. W celu dokonania takiego przelewu na stronie internetowej banku podaje się adres e-mail odbiorcy, kwotę, jaką chce się mu przesłać oraz pytanie i odpowiedź dla celów weryfikacyjnych. Odbiorca takiego przekazu dostaje od banku powiadomienie o nim na swoją skrzynkę pocztową. Następnie loguje się na witrynie banku w celu podania odpowiedzi na zadane pytanie, a gdy się wszystko zgadza, podaje numer rachunku bankowego, na który mają być przelane środki pieniężne.

### Karty płatnicze
Za pomocą karty płatniczej klienci mogą dokonywać operacji w bankomatach i wpłatomatach oraz dokonywać transakcji za pośrednictwem terminali POS.

### Bankowość wirtualna
Bankowość wirtualna polega na obsłudze tylko za pomocą sieci Internet i jego komunikatorów, telefonu i ewentualnie przesyłek listowych. Wirtualne banki w porównaniu do tradycyjnych banków nie posiadają placówek, punktów obsługujących opłaty itp. Wszystkie operacje, jak np. zlecenie przelewu, polecenie stworzenia lokaty czy przemiana walut odbywa się za pomocą Internetu. Ich pracownicy zazwyczaj są dostępni w siedzibie banku i obsługują swoich klientów 24h na dobę. Przykładem banków działających w systemie wirtualnym jest Inteligo, mBank i Alior Sync.

### Karty bankowe
Karta bankowa to plastikowa płytka z wbudowanym paskiem magnetycznym lub mikroprocesorem pozwalającym na identyfikację karty oraz jej użytkownika. Wymiary samego plastiku są standardowe i ściśle określone przez normę ISO 7810. Zdefiniowanie karty bankowej językiem bankowym przysparza już pewnych trudności. Występujące powszechnie definicje (a jest ich wiele) z reguły nie obejmują swoim zasięgiem wszystkich rodzajów kart bankowych, co jest efektem częstego utożsamiania karty bankowej z kartą płatniczą lub kartą kredytową. W rzeczywistości te dwa ostatnie pojęcia są zawężeniem pojęcia karty bankowej. W Polsce działa obecnie kilka centrów rozliczeniowych, które umożliwiają punktom handlowo-usługowym akceptację kart płatniczych, a liczba punktów stale rośnie i obejmuje niemalże wszystkie możliwe rodzaje ich działalności handlowej, produkcyjnej czy usługowej, jak również obejmuje akceptację kart płatniczych przez sieć Internet.

### Podział kart kredytowych według różnych kryteriów
Różnorodność występujących kart bankowych zmusza do usystematyzowania ich według różnych kryteriów:
- nośnik informacji
- funkcjonalność
- sposób rozliczeń transakcji
- segmentacja klientów
- zasięg funkcjonowania.

W praktyce występują często karty mające w sobie kilka funkcji jednocześnie. Silna konkurencja na rynku zmusza banki do zwiększania swojej oferty, dlatego też trudno wymienić wszystkie rodzaje funkcjonujących kart.

## Korzyści płynące z bankowości elektronicznej

### Dla klienta
- Niższe koszty przeprowadzonych operacji – poprzez eliminację zarówno pośrednich, jak i bezpośrednich kosztów obsługi klienta oferowane usługi stały się bardziej atrakcyjne pod względem cenowym.
- Zwiększenie satysfakcji – dostępność wirtualnych usług bankowych 24 godziny na dobę, 7 dni w tygodniu daje klientom komfort psychiczny, jak i w znacznym stopniu stanowi duże udogodnienie z racji dostępu do usług bankowych z dowolnego miejsca bez konieczności fizycznej obecności w placówce banku.
- Bieżąca kontrola – bankowość elektroniczna umożliwia swoim klientom sprawowanie bieżącej kontroli nad własnym rachunkiem, sprawdzenie salda, dokonywanie transakcji bezgotówkowych, co jest gwarancją poczucia bezpieczeństwa, a także formą nadzoru sytuacji finansowej.
- Wygodna komunikacja – bankowość elektroniczna oznacza brak konieczności stania w kolejkach do okienka bankowego (a nawet wychodzenia z domu) szybki i łatwy dostęp do informacji. Wszystko czego potrzebuje klient by mieć dostęp do pełnej informacji to urządzenie elektroniczne (np.: telefon, komputer)

### Dla banku
- Zwiększenie wyników finansowych banku – co w głównej mierze wynika ze zmniejszenia kosztów stałych dla banku lub też rozłożenia ich na większą liczbę użytkowników.
- Promowanie szerokiego asortymentu usług i produktów – bankowość elektroniczne jest szybkim kanałem dostępu zarówno do już pozyskanych, jak i potencjalnych klientów. Internet, telefon, WAP czy SMS stanowią wygodny sposób do informowania klienta o nowych usługach, aktualnych stopach procentowych czy też kampaniach promocyjnych.
- Możliwość zebrania cennych informacji o klientach – operacje dokonywane przez klientów są skrupulatnie analizowane w celu wyselekcjonowania ich segmentów, preferencji i lepszego dostosowania usług do potrzeb klienta.
- Indywidualizacja oferty – analiza preferencji klienta pozwala na stworzenie profilu klienta i sporządzenia specjalnej dla niego oferty spełniającej jego oczekiwania i indywidualne preferencje.
- Możliwość dotarcia do licznej grupy – elektroniczne kanały dostępu stanowią idealny nośnik informacji zarówno do klienta indywidualnego, jak i masowego przejawiającego zainteresowanie usługami bankowymi.

## Bezpieczeństwo
Jednym z głównych problemów bankowości internetowej są systemy bezpieczeństwa. Systematyczny wzrost wartości transakcji w internecie uzasadnia konieczność ciągłego doskonalenia systemów bezpieczeństwa. Bezpieczeństwo transakcji ma podstawowe znaczenie w budowaniu zaufania pomiędzy klientem a bankiem. Mimo że obecnie stosowane rozwiązania techniczne zapewniają niezbędny poziom bezpieczeństwa transakcji przeprowadzanych za pomocą internetu, nadal widoczna jest bariera psychologiczna, która skutecznie wpływa na liczbę instytucji decydujących się na transakcje sieciowe. Ciągła praca nad doskonaleniem zabezpieczeń tych systemów i sukcesy w tej dziedzinie powodują jednak, że usługi oferowane przez banki internetowe stają się równie pewne, jak usługi banków uniwersalnych.
Cztery główne metody zapewniające bezpieczeństwo to:
1. szyfrowana transmisja danych – realizowana za pośrednictwem protokołu SSL
2. proste uwierzytelnianie – (identyfikator, hasło, PIN)
3. silne uwierzytelnianie – (np. token, certyfikat użytkownika, klucz prywatny).
4. podpis elektroniczny

## Systemy obsługi internetowej w polskich bankach
| Nazwa banku                   | Nazwa systemu               | Data wprowadzenia | Data wycofania                                            |
| ----------------------------- | --------------------------- | ----------------- | --------------------------------------------------------- |
| Bank BPH                      | Sez@m                       | 7 listopada 1999  | 27 marca 2017                                             |
| Bank Polskiej Spółdzielczości | BPS 25                      | 1 marca 2011      |                                                           |
| Bank Millennium               | Millenet                    | 2002              |                                                           |
| Bank Ochrony Środowiska       | BOŚBank24                   | 2000              |                                                           |
| Bank Polska Kasa Opieki       | Pekao24                     | październik 1998  |                                                           |
| Bank Pocztowy                 | Pocztowy24                  | 2007              |                                                           |
| Bank Zachodni WBK             | BZWBK24                     | wrzesień 1999     |                                                           |
| BGŻ BNP Paribas               | Pl@net                      | 2000              |                                                           |
| Citibank Handlowy             | Citibank Online             | 2001              |                                                           |
| Euro Bank                     | Eurobank Online             | 2008              |                                                           |
| ING Bank Śląski               | ING BankOnLine              | 2001              | w trakcie wygaszania (zastąpiony przez system „Moje ING”) |
| Kredyt Bank                   | KB24                        | 2002              | 2015                                                      |
| Credit Agricole Bank Polska   | CA24                        | marzec 2000       |                                                           |
| mBank                         | mBank                       | listopad 2000     |                                                           |
| neoBANK                       | neoBANK24                   | 2011              |                                                           |
| PKO BP                        | Inteligo                    | 2000              |                                                           |
| PKO BP                        | iPKO (dawniej PKO Inteligo) | 2004              |                                                           |
| Raiffeisen Bank Polska        | Raiffeisen on-line          | 2004              |                                                           |
| PA-CO-BANK                    | CUI                         | marzec 2006       |                                                           |
| Alior Bank                    | Alior Internet Banking      | 2008              |                                                           |
| ING Bank Śląski               | Moje ING                    | 2015              | zastąpił „ING Bank OnLine”                                |

## Systemy bankowości elektronicznej klasy Home Banking wykorzystywane przez polskie banki
| Nazwa banku             | Nazwa systemu | Data wprowadzenia | Data wycofania |
| ----------------------- | ------------- | ----------------- | -------------- |
| Bank BPH                | MultiCash     | b.d.              |                |
| Bank Millennium         | VideoTEL      | 1998              |                |
| Bank Ochrony Środowiska | BOSCOM        | b.d.              |                |
| Bank Pekao SA           | ProOffice     | b.d.              |                |
| Bank Pocztowy           | Pocztowy24    | 2007              |                |
| Bank Zachodni WBK       | Minibank24    | lipiec 2001       |                |
| BGŻ                     | b.d.          | b.d.              |                |
| Citibank Handlowy       | b.d.          | b.d.              |                |
| DZ Bank Polska          | VideoTEL      | b.d.              | 2010           |
| Lukas Bank              | b.d.          | b.d.              |                |
| mBank                   | b.d.          | b.d.              |                |
| PKO BP                  | MultiCash     | b.d.              |                |
| Raiffeisen Bank Polska  | MultiCash     | b.d.              |                |